# Auenwald
Auenwald är en kommun i Rems-Murr-Kreis i regionen Stuttgart i Regierungsbezirk Stuttgart i förbundslandet Baden-Württemberg i Tyskland. Kommunen Ebersberg uppgick i Lippoldsweiler 1 januari 1971 och kommunerna Lippoldsweiler, Oberbrüden och Unterbrüden bildade 1 juli 1971 Auenwald.
Kommunen ingår i kommunalförbundet Backnang tillsammans med staden Backnang och kommunerna Allmersbach im Tal, Althütte, Aspach, Burgstetten, Kirchberg an der Murr, Oppenweiler och Weissach im Tal.